# Den usynlige kunst
Den usynlige kunst er en dansk dokumentarfilm fra 1994, der er instrueret af Cæcilia Holbek Trier.

## Handling
Dokumentarfilm, der følger indstuderingen af Carl Nielsens opera Maskarade på Det Kongelige Danske Musikkonservatorium.